# Nižná záhrada
Nižná záhrada – krasowa hala na wysokości 1086 m, leżąca na południowym skraju Słowackiego Raju, między szczytami Honzovské i Ondrejisko. Z południowo-zachodniego skraju roztacza się piękny widok na Srnčie skaly (Sarnie Skały).
Halą Nižná záhrada wiedzie czerwony szlak turystyczny – Szlak Bohaterów Słowackiego Powstania Narodowego.

## Szlak turystyczny
odcinek: Besník – Pred  Čuntavou – Stara  Čuntava – Pod Ondrejiskom – Nižná záhrada – Pod Hanesovou I – Gápeľ – Voniarky – Dobšinský kopec. Odległość 17 km, suma podejść 381 m, zejść 551 m, czas przejścia 4.30 h.